# Isocyano
Isocyano (tiếng anh là Isocyanogen) là một chất khí có công hức hoá học là {\displaystyle {\ce {C2N2}}}, là một đồng phân của khí cyano. Công thức cấu tạo của khí cyano là {\displaystyle N\equiv C-C\equiv N}, nhưng của khí isocyano là {\displaystyle N\equiv C-N^{+}\equiv C^{-}}, chỉ hoán đổi vị trí hai nguyên tử carbon và nguyên tử nitơ.